# Лупара (Италия)
Лупара (итал. Lupara) —  коммуна в Италии, располагается в регионе Молизе, в провинции Кампобассо.
Население составляет 651 человек (2008 г.), плотность населения составляет 26 чел./км². Занимает площадь 25 км². Почтовый индекс — 86030. Телефонный код — 0874.
Покровителем коммуны почитается святитель Николай Мирликийский, празднование 6 декабря.

## Демография
Динамика населения:

## Администрация коммуны
- Официальный сайт: http://www.comune.lupara.cb.it/